# Siège de Lure (1674)
Guerre de Hollande
Batailles
- Groenlo (06-1672)
- Solebay (06-1672)
- Coevorden (06-1672)
- Nimègue(07-1672)
- Groningue (07-1672)
- Saint-Lothain (02-1673)
- Schooneveld (1re) (06-1673)
- Maastricht (06-1673)
- Schooneveld (2de) (06-1673)
- Texel (08-1673)
- Bonn (11-1673)
- Arcey (01-1674)
- Pesmes (02-1674)
- Gray (02-1674)
- Scey-sur-Saône (03-1674)
- Chariez (03-1674)
- Vesoul (03-1674)
- Arbois (03-1674)
- Orgelet (03-1674)
- Besançon (04-1674)
- Dole (05-1674)
- Sinsheim (06-1674)
- Salins (06-1674)
- Belle-Île (06-1674)
- Lure (07-1674)
- Faucogney (07-1674)
- Sainte-Anne (07-1674)
- Fort-Royal (07-1674)
- Seneffe (08-1674)
- Entzheim (10-1674)
- Mulhouse (12-1674)
- Turckheim (01-1675)
- Stromboli (02-1675)
- Fehrbellin (06-1675)
- Salzbach
- Consarbrück
- Alicudi
- Agosta
- Palerme
- Maastricht
- Philippsburg
- Valenciennes
- Cambrai
- Saint-Omer
- Tobago
- La Peene (Cassel)
- Ypres
- Rheinfelden (07-1678)
- Saint-Denis

Le siège de Lure de 1674 est une bataille de la seconde conquête de la Franche-Comté que subit la cité de Lure, protégée et associée au comté de Bourgogne (Franche-Comté), du 1er au 3 juillet 1674. Il oppose les Français aux Comtois et Espagnols auxquels la ville appartient. Lure est l'avant-dernière ville comtoise à tomber au cours de cette conquête définitive de la Franche-Comté.

## Contexte
L'événement se déroule en pleine guerre de Hollande (1672-1678) à la fin de la seconde conquête par Louis XIV de la Franche-Comté qui dépend alors de Charles II, roi d'Espagne, comte-souverain de Bourgogne.
Durant l'hiver 1673-1674, la menace d'une nouvelle invasion française se précise : Louis XIV attaque toute la Franche-Comté, alors sous domination espagnole. Les Français, en très large supériorité numérique, ont pris, durant l'hiver et le printemps, les principales villes du comté de Bourgogne : Pesmes, Saint-Loup, Lons-le-Saunier, Vesoul, et Gray. Après les prises déterminantes de Besançon et de Salins, dès le début de l'été, les Espagnols comprennent que l'occupation complète du territoire n'est qu'une question de temps. Il reste aux Français, en ce mois de juillet, trois villes à prendre:Luxeuil, Lure et Faucogney. Luxeuil est abandonnée par sa garnison et tombe sans coup férir le 1er juillet 1674.
Lure est commandée par l'officier de cavalerie wallon, le colonel de Massiette. officier qui s'est illustré plusieurs fois dans des raids et des batailles victorieuses notamment, notamment aux côtés de Lacuzon. Il fut déjà le défenseur de Gray en février puis commanda la cavalerie lors du siège de Besançon en avril. À la prise de la ville, il gagne la vaille de Lure avec les quelques cavaliers qui lui reste.
L'armée française, forte de 1 500 hommes, est commandée par le Champenois Louis III de Clermont d'Amboise, marquis de Renel. Lorsque la cité de Lure apprend que les Français vont arriver, la garnison et les habitants sont déterminés à résister. Mais il en va tout autrement des élites qui préfèrent céder la ville.

## Déroulement
Le 1er juillet, les troupes arrivent de Luxeuil et cernent la ville. Le marquis de Renel somme les défenseurs de se rendre aussitôt. Mais le colonel de Massiette fait répondre avec panache qu'il refuse de livrer la ville. Les bourgeois de la ville qui sont en désaccord avec la position de leur chef, entrent secrètement en contact avec les Français. Ces derniers leur proposent à un signal donné, de faire ouvrir discrètement les portes de la ville. Le commandant français repère aussitôt les lieux et prépare son attaque. Dans le courant de la journée c'est chose faite: les portes s'ouvrent et les Français s'engouffrent dans la ville qui ne résiste pas. Les défenseurs se sont entre-temps retranchés dans l'abbaye de Lure qui à l'époque, est entourée de murailles et située au centre d'un vaste marais.

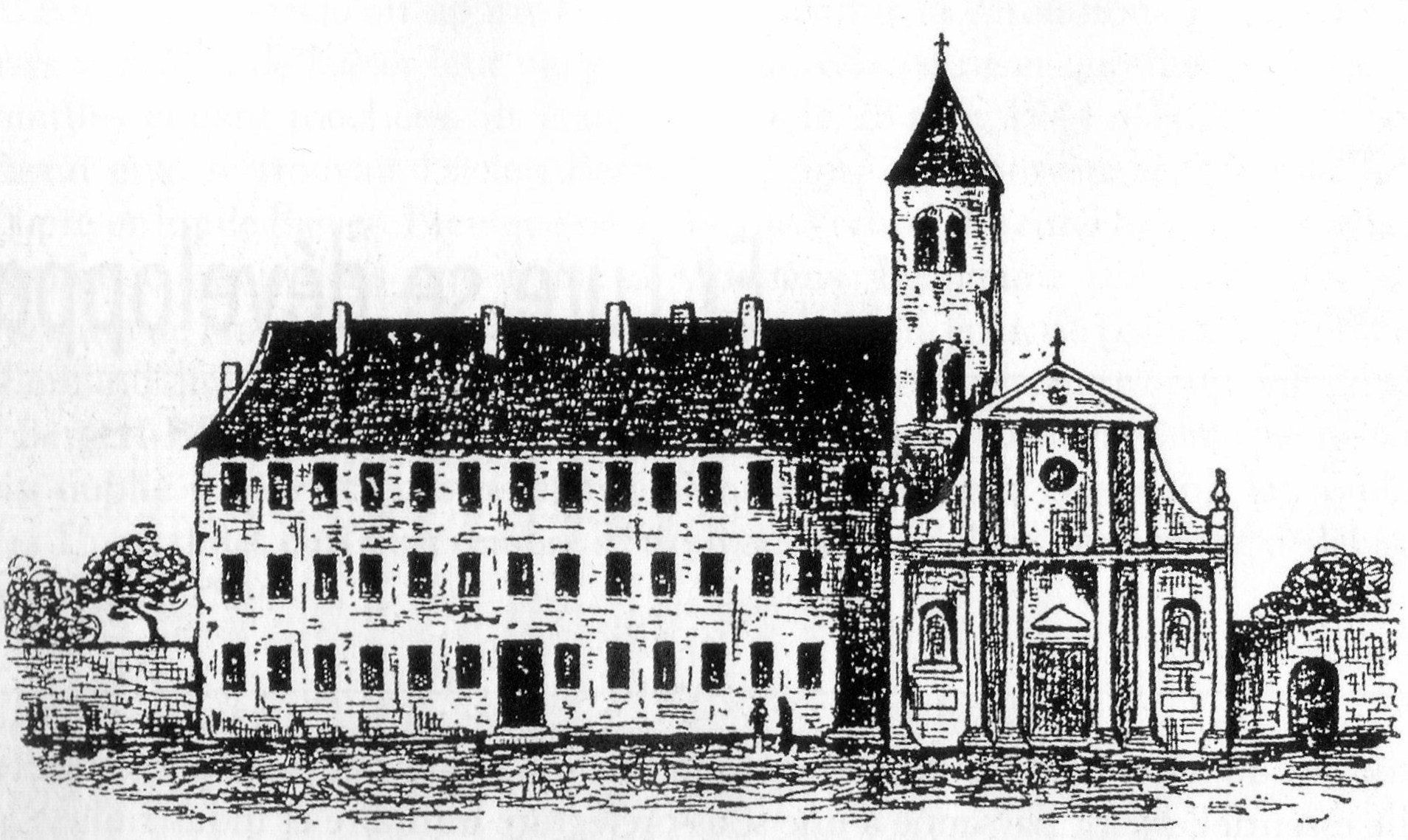
L'abbaye de Lure ou les Comtois se retranchent pendant 2 jours

Le 2 juillet le siège de l'abbaye commence et le marquis de Renel dispose ses troupes et sa puissante artillerie autour de la place. À la nuit, il parvient à rapprocher son dispositif au plus près des murs. Le temps chaud et sec qui règne depuis déjà de nombreux jours a partiellement asséché le marais, rendant possible la progression française.
Le lendemain matin un déluge de feu s’abat sur les Comtois retranchés. Pendant 6 heures sans interruptions, les canons vont tonner, infligeant de gros dégâts au terme de 60 tirs destructeurs. À la fin de la journée une brèche est ouverte. L'abbaye résonne alors des bruits de tambours : les défenseurs, désespérés et déstabilisés par les tirs continuels ainsi que leurs pertes, demandent à se rendre.

## Conséquences
Les soldats comtois sont autorisés à sortir sans armes et à regagner leur foyer. Les 18 cavaliers flamands sont quant à eux fait prisonniers ainsi que le colonel Massiette. La route est désormais libre pour prendre la dernière cité comtoise encore indépendante: Faucogney.
Dans les mois suivants, la ville de Lure a subi de dures vexations et oppressions de la part des Français, au point que les habitants firent appel au gouverneur, le Duc de Duras pour le supplier d'agir. Ce dernier accéda à leur demande et fit cesser les vexations. Louis XIV fera néanmoins détruire intégralement les fortifications de la ville dont il ne subsiste plus rien aujourd'hui.